# 迈泽圣捷尔吉
迈泽圣捷尔吉（匈牙利語：Mezőszentgyörgy）是匈牙利费耶尔州所辖的一个村。总面积27.12平方公里，总人口1329，人口密度49.0人/平方公里（2011年1月1日）。